# Olimpiodoro il Vecchio
Olimpiodoro il Vecchio (in greco antico: Ὀλυμπιόδωρος?, Olympiódōros; fl. V secolo) è stato un filosofo neoplatonico fondatore della Scuola di Alessandria di indirizzo neoplatonico con interessi mistici ed eclettici.
Vissuto nel V secolo insegnò ad Alessandria d'Egitto negli ultimi anni dell'Impero romano d'Occidente. È ricordato per essere stato uno degli insegnanti dell'importante filosofo neoplatonico Proclo, scolarca dell'Accademia che sposò la figlia del suo maestro.
A causa del suo stile poco agevole e della difficoltà degli argomenti da lui trattati, fu compreso da pochi. Quando le sue lezioni si concludevano, Proclo era solito ripetere gli argomenti trattati ai discepoli più lenti nella comprensione. Olimpiodoro ebbe fama di uomo eloquente e pensatore profondo. Nulla dei suoi insegnamenti in forma scritta è giunto a noi.